# Tour de Fukuoka
La tour de Fukuoka (福岡タワー, Fukuoka Tawā) est un édifice de 234 m de haut situé dans le quartier Momochihama de Fukuoka au Japon. Conçue par Nikken Sekkei et achevée en 1989 après 14 mois de travaux pour un coût de 60 000 000 000 ¥, c'est la plus haute tour de bord de mer du Japon. Elle est construite sur un terrain repris de la  baie de Hakata.
La tour de Fukuoka dispose de trois terrasses d'observation : l'une à 116 m, une terrasse café/salon à 120 m et la plus haute à 123 m au-dessus du sol. La tour possède également une section transversale triangulaire, recouverte de 8 000 demi-miroirs. Pour cette raison, elle est surnommée « Voile Miroir ». Le poids souterrain de la tour est de 25 000 t, bien que son poids au-dessus du sol n'est que de 3 500 t.
La tour est conçue pour résister à des séismes de magnitude 7 et à des vents d'une vitesse égale à 65 m/s. Le plus fort séisme enregistré dans la région est d'une magnitude de 6, et les vents les plus forts à 49 m/s.
La tour se trouve au 2-3-26 Momochihama, Sawara-ku, Fukuoka.
Le bâtiment est un élément majeur du  film Godzilla vs Space Godzilla (1994), dans lequel elle est également détruite dans la bataille culminante entre les monstres éponymes.

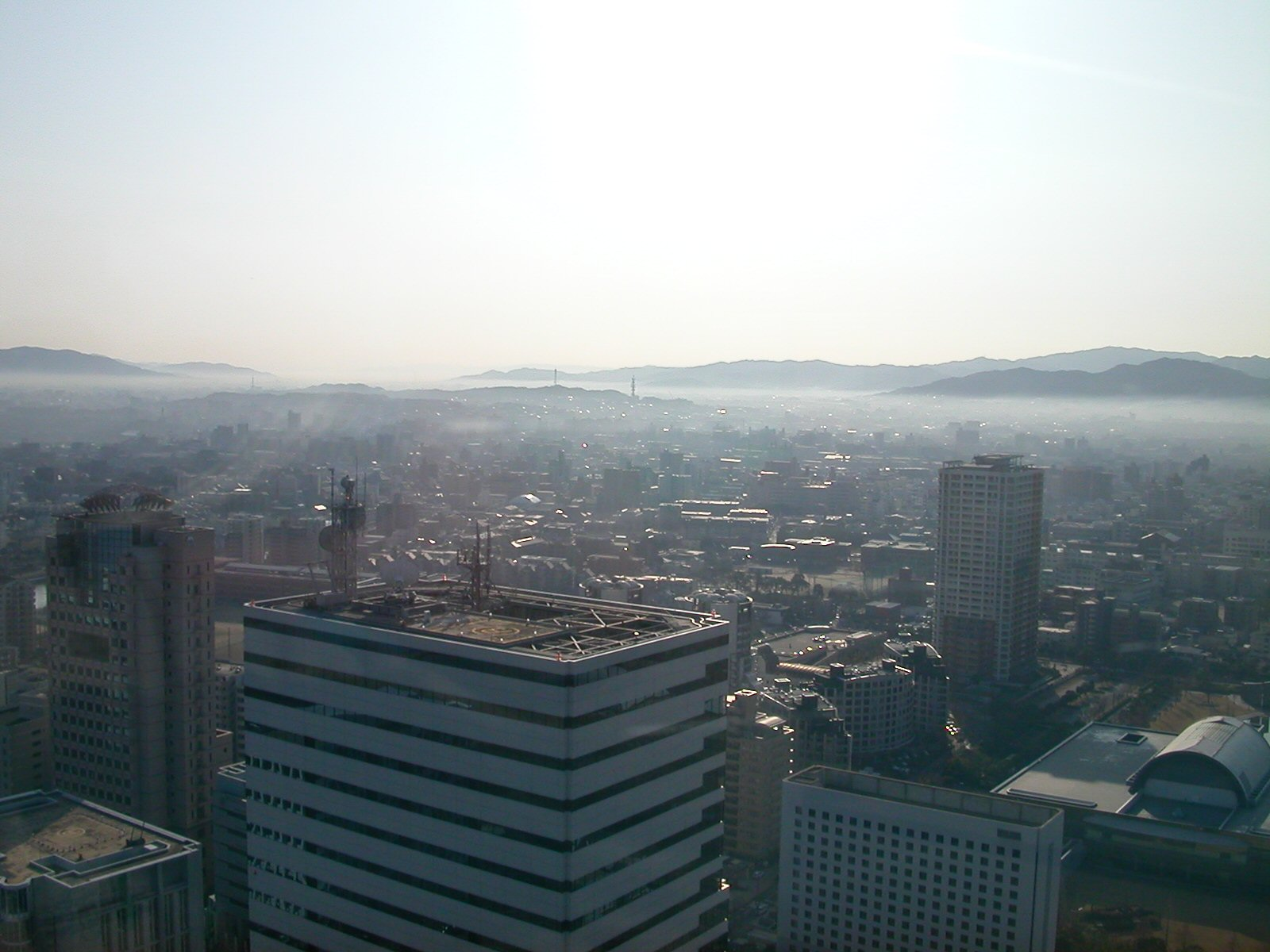
Vue hivernale de Fukuoka à partir de la tour.
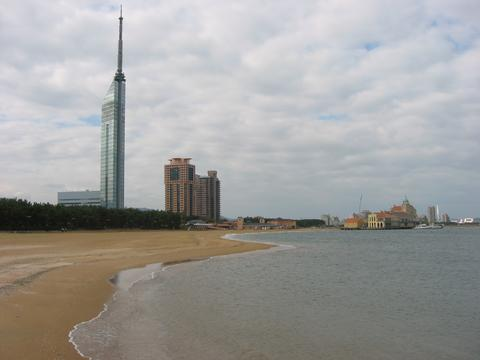
Tour de Fukuoka au bord de l'océan.
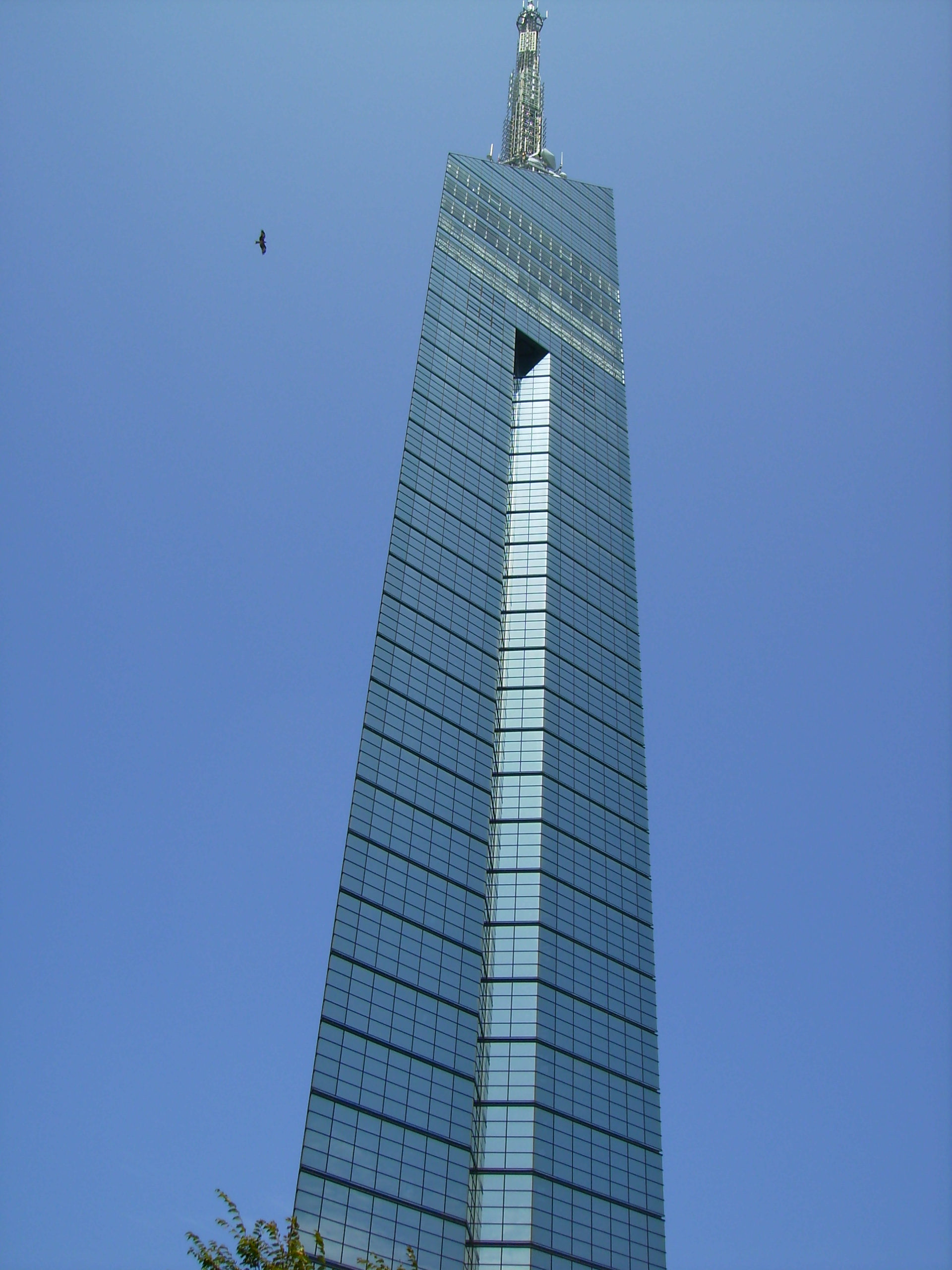
Un oiseau monte autour de la tour de Fukuoka.